# Brfxxccxxmnpcccclllmmnprxvclmnckssqlbb11116
Brfxxccxxmnpcccclllmmnprxvclmnckssqlbb11116 (pronunciado «Albin») fue el nombre que intentaron poner, en mayo de 1996, los padres de un niño sueco que había nacido en 1991. La intención era protestar contra la ley sueca de nombres (Namnlag [1982:670]), la cual indicaba que «Los nombres de pila no serán aprobados si se consideran ofensivos o incómodos para quien lo usa, o nombres que por razones obvias no fueran aptos como nombres de pila».
Los padres —Elizabeth Hallin y Lasse Diding— habían planeado no registrar legalmente el nombre de su hijo, pero una corte del distrito de Halmstad, al sur de Suecia, los multó con 5000 coronas suecas (unos 550 €), por no cumplir con la obligación de registrar el nombre del niño antes del quinto aniversario de su nacimiento. Como respuesta a la decisión judicial, los padres enviaron un nombre de 43 caracteres, incluidos 5 dígitos y afirmaban que correspondía a una vivencia ocurrida durante el embarazo: «Un desarrollo expresionista que visionamos como una creación artística». Los padres sugirieron que el nombre debía ser entendido en el espíritu de la patafísica. La corte rechazó el nombre y mantuvo la multa.
Entonces, los padres trataron de cambiar el nombre por «A» (también pronunciado «Albin») en lugar de Brfxxccxxmnpcccclllmmnprxvclmnckssqlbb11116. De nuevo, la corte no aprobó las ideas de los padres para la atribución del nombre, ya que en Suecia está prohibido tener un nombre de una sola letra.
En su primer pasaporte, el niño fue llamado «Icke namngivet gossebarn», que significa «niñito sin nombre».